# Talk & Talk
Talk & Talk es el cuarto álbum sencillo del grupo femenino surcoreano fromis_9. El álbum fue lanzado el 1 de septiembre de 2021 por Pledis Entertainment. El sencillo principal del álbum también lleva por título «Talk & Talk».

## Antecedentes y lanzamiento
El 24 de agosto de 2021, la cuenta oficial de Twitter de fromis_9 publicó una foto de adelanto confirmando que el grupo tendría un nuevo lanzamiento musical el 1 de septiembre, titulado Talk & Talk. El regreso marca el primero de fromis_9 después de ser traspasada su administración desde Off the Record Entertainment a Pledis Entertainment, el 16 de agosto del mismo año.
El 24 y 25 de agosto, se publicaron fotos conceptuales de las miembros del grupo. Un grupo de vídeos de adelanto se lanzaron el 29 y 30 de agosto.
El 1 de septiembre, se lanzó el álbum sencillo y el vídeo musical de «Talk & Talk» que lo acompaña.

## Lista de canciones
| Descarga digital |               |                       |                                                                              |                               |          |  |
| N.º              | Título        | Letras                | Música                                                                       | Arreglos                      | Duración |  |
| 1.               | «Talk & Talk» | Danke (Lalala Studio) | Andreas Carlsson, Denzil Remedios, Ryan S. Jhun, Anna Timgren, Stephen Stahl | Denzil Remedios, Ryan S. Jhun | 3:40     |  |
| 3:40             |               |                       |                                                                              |                               |          |  |

## Posicionamiento en listas
| Lista (2021)                     | Mejor posición |
| -------------------------------- | -------------- |
| Corea del Sur (Gaon Album Chart) | 9              |

## Historial de lanzamiento
| País          | Fecha                   | Formato                         | Sello                |
| ------------- | ----------------------- | ------------------------------- | -------------------- |
| Corea del Sur | 1 de septiembre de 2021 | CD, descarga digital, streaming | Pledis Entertainment |